# Кумысное (посёлок)
Кумы́сное — посёлок в Троицком районе Челябинской области. Входит в состав Клястицкого сельского поселения.

## География
Расположен в центральной части района. Рельеф — равнина (Западно-Сибирская равнина); ближайшие высота — 218 и 229 м. Ландшафт — лесостепь. У северной окраины поселка — небольшое озеро, у юж.— небольшой лесной массив, у зап.— болото. К. связано шос. дорогами с соседними населенными пунктами; в 1 км к востоку, проходит ЮУЖД (направление Чел.— Троицк). 
Расстояние до районного центра (Троицк) 14 км, до центра сельского поселения (с. Клястицкое) — 7 км.

## История
Поселок основан в 1930-х гг. как закрытый населенный пункт военного ведомства (п/я № 53). 
В 1959 получил официальное название, аналогичное назв. ж.-д. разъезда, расположенного восточнее. 
Действует государственное предприятие — комбинат «Уральский» Росрезерва.

## Население
| 2002 | 2010 |
| ---- | ---- |
| 322  | ↘302 |

По данным Всероссийской переписи, в 2010 году численность населения посёлка составляла 302 человека (142 мужчины и 160 женщин).
(в 1963 — 477, в 1971 — 363, в 1983 — 355, в 1995 — 453)

## Транспорт
В соседнем одноимённом посёлке остановочного пункта расположен одноимённый обгонный пункт.

## Улицы
Уличная сеть посёлка состоит из 1 улицы.